# Anoplolejeunea conferta
Anoplolejeunea conferta är en bladmossart som först beskrevs av C.F.W.Meissn. och Spreng., och fick sitt nu gällande namn av Alexander William Evans. Anoplolejeunea conferta ingår i släktet Anoplolejeunea och familjen Lejeuneaceae. Inga underarter finns listade i Catalogue of Life.